# Finding Kate
Pour plus de détails, voir Fiche technique et Distribution.
Finding Kate (Littéralement : Trouver Kate) est un court métrage américain de 12 minutes écrit et réalisé par Katherine Brooks, sorti en 2004.

## Synopsis
Kate (Erin Kelly), 17 ans, invitée à une réception de mariage, remarque Victoria (Jessica Lancaster), sa cousine (qui a quitté sa ville pour voyager). Kate lâche subitement la main de Jess (son petit ami).
Victoria vient lui parler et commence à flirter avec elle. Interrompu par son petit ami Jessie (Christian Zuber) voulant partir de la soirée, Kate négocie avec lui afin de rester plus longtemps avec sa cousine et l'abandonne donc afin de retrouver Victoria sur un banc, le temps d'une soirée.
Un peu après, elles vont se baigner dans la piscine et là, Victoria embrasse Kate qui répond à son baiser. Le lendemain matin, Kate se retrouve seule dans le lit avec, à côté d'elle, une simple lettre de Victoria. Par la suite, elle lui écrit aussi une lettre qu'elle place dans une bouteille afin de la jeter à la mer.

## Fiche technique
- Titre : Finding Kate
- Réalisation : Katherine Brooks
- Scénario : Katherine Brooks
- Producteur : Ron Dorn, Arun K. Vir
- Montage : Katherine Brooks, Tina Gazzerro
- Musique : Scott Speed
- Langue d'origine : Anglais américain
- Pays de production : États-Unis
- Genre : Drame, romance saphique
- Lieux de tournage : Los Angeles, Californie, États-Unis
- Durée : 12 minutes
- Date de sortie : 
  - États-Unis : 2004

## Distribution
- Erin Kelly : Kate
- Jessica Lancaster : Victoria
- Christian Zuber : Jessie
- Tara Sutphen la mère de Kate